# Marie Plotěná
Marie Plotěná (21. února 1946, Brno) je česká karikaturistka, malířka, grafička a ilustrátorka.

## Život a dílo
Marie Plotěná vystudovala v letech 1962–1965 Střední uměleckoprůmyslovou školu v Brně (prof. Karel  Langer a Jaroslav Lukeš) a v letech 1966–1971 Pedagogickou fakultu Masarykovy univerzity (prof. Vladimír Drápal a Jiří Hadlač). Od roku 1992 působila jako odborná učitelka kreslení a modelování na Střední škole umění a designu v Brně. 
Hlavní součástí její tvorby je kreslený humor. Věnuje se rovněž biblickým tématům a vytváří drásané pastely. Její kreslený humor je publikován v mnoha domácích i zahraničních časopisech. Její dílo bylo součástí domácích i zahraničních výstav v evropských zemích a také v Brazílii, Číně, Japonsku, Kanadě, Malajsii, Spojených státech a na Taiwanu a je rovněž zastoupeno v mnoha muzejních i soukromých sbírkách. Za svou tvorbu obdržela celou řadu domácích i zahraničních ocenění. Obdržela Cenu města Brna za rok 2020. 

### Publikace
- PLOTĚNÁ, Marie. Biblická přísloví v kresbách Marie Plotěné. Brno: Cesta, 2017. 240 s. ISBN 978-80-7295-223-6.[6]